# Cruce Pizarro
Cruce Pizarro, también llamado El Diez, es una localidad peruana ubicada en el distrito de Tumbes, perteneciente a la provincia y el departamento homónimos, al norte del Perú. 

## Ubicación
Cruce Pizarro se ubica al noreste de la provincia de Tumbes, en el distrito de Tumbes, en el departamento de Tumbes.

## Demografía
En 2017 Cruce Pizarro tenía una población de 43 habitantes.
| Gráfica de evolución demográfica de Cruce Pizarro entre 1993 y 2017 |
|                                                                     |
| Fuentes: Población 1993 y 2017                                      |